# Alois Ander
Alois Ander, född 24 augusti 1821 i Libice nad Doubravou, död 11 december 1864, var en böhmisk operasångare och tenor.
Ander tillhörde från 1845 hovoperan i Wien och gästspelade på ett flertal europeiska sångscener, i Stockholm 1855 och 1856. Han mjuka, lyriska tenorstämma förskaffade honom samtidens stora beundran. Hans sångarbana avklipptes av sinnessjukdom. Han invaldes 1856 som ledamot av Kungliga Musikaliska Akademien i Stockholm.